# ФСБ (рок-группа)
«ФСБ» или «Формация Студио Балкантон» — болгарская рок-группа, основанная в 1975 году.

## История группы

### Начало (1975—1981)
Группа «ФСБ» (от «Формация Студио „Балкантон“») была основана Руменом Бояджиевым, Константином Цековым и Александром Бахаровым в Софии в 1975 году. В начале своей истории коллектив представлялся его создателям как студийный проект, о чём говорит и его название. В первые два года своего существования группа записывала в основном кавер-версии. В этот период были записаны синглы «Земя/Часове» (1975), «Празник/Зима» (1975), «Детско представление/Март» (1975) и «Шега/Чародейна» (1976). Песня «Земя» (Земля) является кавером на мотив, повторяющийся в нескольких песнях из альбома Роджера Гловера The Butterfly Ball and the Grasshopper’s Feast 1974 года. Песни «Празник» (Праздник) и «Детско представление» — каверы «E' Festa» и «Impressioni di settembre» из альбома «Storia di un minuto» (1972) коллектива Premiata Forneria Marconi.
Первый альбом назывался «Non Stop» и был выпущен в 1977 году. На нём были кавер-версии песен Gentle Giant, Патрика Мораза и Ле Орме. В 1979 году последовал второй студийный альбом — «ФСБ-II», в отличие от «Non Stop» он уже содержит оригинальные композиции группы. В 1979 году состав пополнили барабанщик Петр Славов и гитарист/скрипач Иван Лечев. В 1980 году «ФСБ» выпускает свой первый альбом уже как квинтет, он назывался «Кълбото». Из студийного проекта «ФСБ» превращается в концертную группу и гастролирует по стране.

## Нынешние участники
- Румен Бояджиев — вокал, синтезаторы, автор песен и аранжировщик (с 1975 до сих пор);
- Константин Цеков — вокал, клавишные, автор песен, аранжировщик (с 1975 до сих пор);
- Иван Лечев — гитара, скрипка, бэк-вокал (с 1979 до сих пор).

## Бывшие участники
- Александр Бахаров — бас-гитара, вокал, автор песен, аранжировщик (1975—1983; 2017);
- Петр Славов («Пыпеш») — ударные, бэк-вокал (1979—2006; умер в 2008 году);
- Ивайло Крайчовски («Пифа») — бас-гитара, бэк-вокал (1983—2007; умер 21 августа 2018 года).

## Дискография

### Синглы
- 1975 — Земя/Часове;
- 1975 — Празник/Зима;
- 1975 — Детско представление/Март;
- 1976 — Шега/Чародейна;
- 1984 — Завръщане/Не така;
- 1985 — Дъждовни въпроси/Дневен сън;
- 1988 — Протегнах две ръце;
- 1989 — Няма как/Високо — максисингъл;
- 1990 — Медалист;
- 1991 — Острие;
- 1992 — Опит за летене;
- 1993 — Вълче време/Последният човек/Иде вятър.

### Студийные альбомы
- 1977 — Non Stop;
- 1979 — ФСБ-II;
- 1980 — Кълбото;
- 1981 — 78 оборота;
- 1983 — След десет години;
- 1984 — ФСБ VI;
- 1987 — Обичам те дотук;
- 2010 — ФСБ. («ФСБ точка»).

### Концертные альбомы
- 1985 — ФСБ на концерт I;
- 1985 — ФСБ на концерт II.

### Сборники
- 1990 — ФСБ;
- 1999 — ФСБ — Антология I;
- 1999 — ФСБ — Антология II;
- 1999 — ФСБ — Антология III;
- 2000 — ФСБ — Баллады;
- 2003 — ФСБ — Сборник синглов.

## Награды
Победы в ежегодном телевизионном конкурсе «Мелодия года» (болг. Мелодия на годината):
- Группа года в Болгарии — 1989 год.
- Мелодия года — 1986 год.
- Мелодия года — 1983 год.